# معلم شاگرد
معلم شاگرد 
(به تلوگویی: Guru Sishyulu) فیلمی محصول سال ۱۹۸۱ و به کارگردانی کی. باپایا است. در این فیلم بازیگرانی همچون آکنینی ناگیشور رائو، سری دوی، کریشنا، سوجاتا ایفای نقش کرده‌اند.